# Стадион Глорија
Стадион Глорија је вишенаменски стадион у Бистрици, Румунија. Тренутно се највише користи за фудбалске утакмице, а домаћи је терен за ФК Глорија Бистрица.
Отворен је 29. маја 1930, а има капацитет за 8.200 људи.